# Finlands len
Finland var fra 1997 til og med 2009 inddelt i seks len (finsk: läänit, ental: lääni). Den 1. januar 2010 blev lenene nedlagt og deres opgaver overtaget af syv "regionsforvaltninger", der i høj udstrækning fik samme grografiske grænser som lenene, samt et antal erhvervs-, trafik- og miljøcentraler. Dog blev Vestfinlands len opdelt i to regionsforvaltninger (Sydvestfinlands regionsforvaltning samt Vest og Indre Finlands regionsforvaltning).
På Ålandsøerne er det Statens ämbetsverk på Åland, der varetager de opgaver, der hører under erhvervs-, trafik- og miljøcentralerne eller regionsforvaltningerne i resten af Finland.
| Nummer | Len              | Svensk navn         | Finsk navn         | Residensby  | Kort |
| ------ | ---------------- | ------------------- | ------------------ | ----------- | ---- |
| 1      | Sydfinlands len  | Södra Finlands län  | Etelä-Suomen lääni | Hämeenlinna |      |
| 2      | Vestfinlands len | Västra Finlands län | Länsi-Suomen lääni | Turku       |      |
| 3      | Østfinlands len  | Östra Finlands län  | Itä-Suomen lääni   | Mikkeli     |      |
| 4      | Oulus len        | Uleåborgs län       | Oulun lääni        | Oulu        |      |
| 5      | Laplands len     | Lapplands län       | Lapin lääni        | Rovaniemi   |      |
| 6      | Ålands len       | Ålands län          | Ahvenanmaan lääni  | Mariehamn   |      |

Hvert len har et statsligt organ i form af en lensbestyrelse, som er statens repræsentant i lenet. Lensbestyrelsen ledes af "landshøvdingen". Lensbestyrelsen har ansvaret for følgende områder:
- social- og sundhedssikring
- undervisning og kultur
- politi
- redningstjeneste
- trafik
- konkurrence- og forbrugerspørgsmål
- justitsforvaltning

Åland indtager en særstilling som ensproget svensk. På Åland har man længe været modstander af navnet "Ålands len", som er blevet anvendt i visse dele af den finske forvaltning. I stedet foretrækker man betegnelsen landskab. Lensbestyrelsens normale opgaver er på Åland delvist blevet overtaget af landskabsbestyrelsen, som efter den seneste revidering af selvstyreloven i 2004 nu kalder sig "landskabsregeringen".
Hvert len er inddelt i 1-7 landskaber. Se Finlands landskaber.

## Lensvåben
|              |           |                 |                  |                 |            |
| Laplands len | Oulus len | Sydfinlands len | Vestfinlands len | Østfinlands len | Ålands len |

## Tidligere len i Finland
| Afskaffede len i Finland     | Afskaffede len i Finland | Afskaffede len i Finland | Afskaffede len i Finland                                                                                  |
| Len                          | Residensby               | Periode                  | Beskrivelse                                                                                               |
| ---------------------------- | ------------------------ | ------------------------ | --- |
| Björneborgs len              | Pori                     | 1641-1647                | Omfattede det vestlige Satakunta                                                                          |
| Karelens len                 | Viborg                   | 1634-1641                | Omfattede Viborgs, Kymmenegårds og Keksholms slotslen                                                     |
| Kuopio len                   | Kuopio                   | 1831-1997                | Tidligere Savolaks og Karelens len                                                                        |
| Kymmene len                  | Kouvola                  | 1945-1997                | Vestlig del af Viborgs len                                                                                |
| Kymmenegårds len             | Heinola                  | 1775-1831                | Vestlig del af Kymmenegårds og Nyslots len                                                                |
| Kymmenegårds og Nyslots len  | Lappeenranta             | 1721-1743                | Vest- og nordlige dele af Viborgs og Nyslots len                                                          |
| Kymmenegårds og Savolaks len | Degerby - Lovisa         | 1743                     | Dele af Kymmenegårds og Nyslots len                                                                       |
| Mellemste Finlands Len       | Jyväskylä                | 1960-1997                | Dele af Kuopio, Mikkeli, Hämeenlinna og Vaasa len                                                         |
| Nordkarelens len             | Joensuu                  | 1960-1997                | Østlig del af Kuopio len                                                                                  |
| Nylands len                  | Helsinki                 | 1831-1997                | Sydlig del af Nylands og Tavastehus len                                                                   |
| Nylands og Tavastehus len    | Helsinki / Hämeenlinna   | 1634-1831                | Omfattede størstedelen af landskabet Nyland samt det sydlige og mellemste Tavastland og østlige Satakunta |
| Nyslots len                  | Olofsborg                | 1641                     | Blev 1641 forenet med Karelens len til Viborgs og Nyslots len                                             |
| Mikkeli län                  | Mikkeli                  | 1839-1997                | Sydvestlige del af Kuopio len og en del af det tidligere Kymmenegårds len                                 |
| Savolaks og Karelens len     | Kuopio                   | 1775-1831                | Nordlige og østlige dele af Kymmenegårds og Savolaks len                                                  |
| Tavastehus len               | Hämeenlinna              | 1831-1997                | Nordlige del af Nylands og Tavastehus len                                                                 |
| Vaasa len                    | Vaasa                    | 1775-1997                | Sydlige del af Österbottens len                                                                           |
| Viborgs len                  | Viborg                   | 1812-1945                | Sydlige del af det tidligere Viborgs og Nyslots len samt Kymmenegårds len                                 |
| Viborgs og Nyslots len       | Viborg                   | 1641                     | Omfattede det tidligere Karelens len og Nyslots len                                                       |
| Åbo len                      | Turku (Åbo)              | 1634-1647                | Omfattede landskaberne Egentlige Finland og Åland                                                         |
| Åbo og Björneborgs len       | Turku (Åbo)              | 1647-1997                | Omfattede landskaberne Egentlige Finland, Åland och det vestlige Satakunta. Ålands len blev udskilt 1918. |
| Österbottens len             | Oulu / Vaasa             | 1634-1775                | Landskabet Österbotten og nordlige Tavastland                                                             |